# Montevarchi Calcio Aquila 1902 1999-2000
Questa voce raccoglie le informazioni riguardanti il Montevarchi Calcio Aquila 1902 nelle competizioni ufficiali della stagione 1999-2000.

## Rosa
| N. |                   | Ruolo | Calciatore          |
| -- | ----------------- | ----- | ------------------- |
|    | Italia (bandiera) | C     | Matteo Baiocchi     |
|    | Italia (bandiera) | D     | Jacopo Balestri     |
|    | Italia (bandiera) | P     | Maurizio Battistini |
|    | Italia (bandiera) | C     | Renzo Birarda       |
|    | Italia (bandiera) | D     | Riccardo Bocchini   |
|    | Italia (bandiera) | C     | Tarcisio Catanese   |
|    | Italia (bandiera) | A     | Simone Cavalli      |
|    | Italia (bandiera) | A     | Claudio Cecchini    |
|    | Italia (bandiera) | D     | Daniele Chiarini    |
|    | Italia (bandiera) | D     | Agatino Chiavaro    |
|    | Italia (bandiera) | C     | Vincenzo Coppola    |
|    | Italia (bandiera) | A     | Gianfranco Criniti  |
|    | Italia (bandiera) | C     | Walter Cuccu        |
|    | Italia (bandiera) |       | Y. De Rosa          |
|    | Italia (bandiera) | C     | Piero Ferraresso    |

| N. |                   | Ruolo | Calciatore          |
| -- | ----------------- | ----- | ------------------- |
|    | Italia (bandiera) | P     | Massimo Gazzoli     |
|    | Italia (bandiera) | A     | Paolo Giometti      |
|    | Italia (bandiera) | D     | Alessandro Gola     |
|    | Italia (bandiera) | C     | Milo Losi           |
|    | Italia (bandiera) | A     | Francesco Masi      |
|    | Italia (bandiera) | C     | Simone Mazzei (II)  |
|    | Italia (bandiera) | C     | Omar Melizza        |
|    | Italia (bandiera) | C     | Stefano Mobili      |
|    | Italia (bandiera) | P     | David Pierini       |
|    | Italia (bandiera) | A     | Tommaso Porfido     |
|    | Italia (bandiera) | C     | Valiant Rosati      |
|    | Italia (bandiera) | C     | Cristiano Signorini |
|    | Italia (bandiera) | C     | Gianluca Sordo      |
|    | Italia (bandiera) | D     | Gabriele Spinelli   |
|    | Italia (bandiera) | D     | Damiano Vitiello    |

## Risultati

### Campionato

#### Girone di andata
| 5 settembre 1999 1ª giornata | Montevarchi | 1 – 2 | Modena |  |

| 12 settembre 1999 2ª giornata | Lucchese | 2 – 1 | Montevarchi |  |

| 19 settembre 1999 3ª giornata | Montevarchi | 1 – 1 | Cremonese |  |

| 26 settembre 1999 4ª giornata | AlbinoLeffe | 1 – 1 | Montevarchi |  |

| 3 ottobre 1999 5ª giornata | Montevarchi | 0 – 0 | Pisa |  |

| 10 ottobre 1999 6ª giornata | Reggiana | 1 – 0 | Montevarchi |  |

| 17 ottobre 1999 7ª giornata | Montevarchi | 1 – 1 | Siena |  |

| 24 ottobre 1999 8ª giornata | San Donà | 0 – 0 | Montevarchi |  |

| 7 novembre 1999 9ª giornata | Montevarchi | 2 – 2 | Lecco |  |

| 14 novembre 1999 10ª giornata | SPAL | 2 – 1 | Montevarchi |  |

| 21 novembre 1999 11ª giornata | Cittadella | 1 – 0 | Montevarchi |  |

| 28 novembre 1999 12ª giornata | Montevarchi | 2 – 0 | Carrarese |  |

| 5 dicembre 1999 13ª giornata | Brescello | 0 – 0 | Montevarchi |  |

| 12 dicembre 1999 14ª giornata | Montevarchi | 0 – 2 | Como |  |

| 19 dicembre 1999 15ª giornata | Livorno | 1 – 2 | Montevarchi |  |

| 23 dicembre 1999 16ª giornata | Montevarchi | 0 – 2 | Varese |  |

| 6 gennaio 2000 17ª giornata | Lumezzane | 2 – 1 | Montevarchi |  |

#### Girone di ritorno
| 9 gennaio 2000 18ª giornata | Modena | 1 – 0 | Montevarchi |  |

| 15 gennaio 2000 19ª giornata | Montevarchi | 2 – 1 | Lucchese |  |

| 23 gennaio 2000 20ª giornata | Cremonese | 0 – 0 | Montevarchi |  |

| 30 gennaio 2000 21ª giornata | Montevarchi | 0 – 0 | AlbinoLeffe |  |

| 6 febbraio 2000 22ª giornata | Pisa | 1 – 1 | Montevarchi |  |

| 13 febbraio 2000 23ª giornata | Montevarchi | 1 – 0 | Reggiana |  |

| 27 febbraio 2000 24ª giornata | Siena | 1 – 1 | Montevarchi |  |

| 5 marzo 2000 25ª giornata | Montevarchi | 0 – 1 | San Donà |  |

| 12 marzo 2000 26ª giornata | Lecco | 3 – 1 | Montevarchi |  |

| 19 marzo 2000 27ª giornata | Montevarchi | 1 – 0 | SPAL |  |

| 2 aprile 2000 28ª giornata | Montevarchi | 1 – 2 | Cittadella |  |

| 9 aprile 2000 29ª giornata | Carrarese | 1 – 1 | Montevarchi |  |

| 16 aprile 2000 30ª giornata | Montevarchi | 1 – 1 | Brescello |  |

| 22 aprile 2000 31ª giornata | Como | 4 – 0 | Montevarchi |  |

| 30 aprile 2000 32ª giornata | Montevarchi | 1 – 1 | Livorno |  |

| 7 maggio 2000 33ª giornata | Varese | 1 – 0 | Montevarchi |  |

| 14 maggio 2000 34ª giornata | Montevarchi | 3 – 0 | Lumezzane |  |